# 25893 Sugihara
25893 Sugihara este un asteroid din centura principală de asteroizi.

## Descriere
25893 Sugihara este un asteroid din centura principală de asteroizi. A fost descoperit pe 19 noiembrie 2000 la Desert Beaver Observatory de William Kwong Yu Yeung. Asteroidul prezintă o orbită caracterizată de o semiaxă mare de 3,19 ua, o excentricitate de 0,10 și o înclinație de 23,4° în raport cu ecliptica.